# ليساندرو أوتيرو
ليساندرو أوتيرو (بالإسبانية: Lisandro Otero González)‏ هو صحفي وكاتب كوبي، ولد في 4 يونيو 1932 في هافانا في كوبا، وتوفي بنفس المكان في 3 يناير 2008.